# 데아이 마사유키
데아이 마사유키(出合正幸, 1981년 1월 21일 ~ )는 일본의 배우이다.

## 출연 작품
- 퍼스트 러브 (2019년) - 조지마 역

## 활동
굉굉전대 보우켄저 (타카오카 에이지 /보우켄 실버)
가면라이더 W(더블) 포에버 A TO Z 운명의 가이아 메모리 - (트리거 도판트)
수전전대 쿄류저 - 쿄류 그레이 (텟사이)